# Laura Benkarth
Laura Anna Benkarth (Freiburg im Breisgau, 14 de outubro de 1992) é uma futebolista profissional alemã que atua como goleira.

## Carreira
Laura Benkarth fez parte do elenco da Seleção Alemã de Futebol Feminino, nas Olimpíadas de 2016.